# Antic casal (Esponellà)
L'Antic casal és una obra d'Esponellà (Pla de l'Estany) inclosa a l'Inventari del Patrimoni Arquitectònic de Catalunya.

## Descripció
Antic casal, avui mig enrunat, que conserva part dels seus paraments verticals, fets amb maçoneria i carreus a obertures i cantonades. Com a elements més significatius destaquem la gran porta dovellada i un llenç de paret amb rics finestrals de diferent factura. La teulada i els sostres interiors són enrunats.